# Кельнер, Карл
Карл Ке́льнер (нем. Karl Kellner) (1 сентября 1851, Вена — 7 июня 1905) — австрийский химик и оккультист.

## Биография
Уже в 22 года был химиком, известным в научном мире. Кельнер совершил ряд важных открытий в таких отраслях как изготовление бумаги, синтез искусственных драгоценных камней, фотография, электрохимия и т. д. Кроме того, он был энергичным исследователем масонства, розенкрейцерства, йоги и алхимии.
Кельнер много путешествовал по Европе, Америке и Малой Азии. По его утверждению, во время своих путешествий он вступил в контакт с тремя адептами: суфием Сулейманом бен Эйайф, который раскрыл ему тайны медитативной техники, и двумя индийскими тантристами: Бхгима Сена Пратапа из Лахора, у которого он научился вхождению в транс, и Шри Махатма Агамайа Парамахамса, раскрывшим ему тайны хатха-йоги. Впрочем, с двумя последними адепт совершенно точно познакомился в Европе.
Хатха-йогу Кельнер практиковал всю свою последующую жизнь, для чего параллельно занимался гимнастикой и борьбой под руководством самого сильного атлета Вены. Использовал он и сугубо индусские методы наращивания мускулатуры и увеличения грудной клетки. Кельнер считался одним из лучших специалистов в Европе по йоге и в 1889 году издал учебник по этому предмету, впрочем, на взгляд современных исследователей, изобилующий ошибками и неточностями. Отношения же с Агамайа Кельнер поддерживал до 1903 года, когда навсегда поссорился с йогом, и, по мнению его жены, пал жертвой проклятья мстительного индуса за то, что Кельнер раскрыл некоторые йогические тайны посвященным из своего европейского оккультного круга.
Чуть позже Кельнер вступил в контакт с организацией, которая называлась «Герметическое Братство Света». Это братство было мистическим обществом, происходившим, как утверждали его члены, от существовавшей в конце XVIII века австрийской масонско-розенкрейцеровской организации «Братья Света». «Братья Света», известные также как «Азиатские Братья» или «Посвященные Братья Семи Азиатских Городов», в свою очередь, вели родословную от более ранее «Германского Ордена Золотого и Розового Креста».
По одной из версий, Кельнер практиковал тантрическую сексуальную магию на своей вилле вместе с несколькими друзьями и одной женщиной. Потомки Кельнера не хотят признавать, что их уважаемый в Австрии предок занимался тантрой. Правнучка Кельнера приложила немало сил, чтобы доказать, что он вообще был чужд любым эзотерическим изысканиям. Обратному, по её мнению, нет убедительных доказательств.
Жена Кельнера, Мария-Антуанетта, была на 14 лет младше мужа, она считала себя воплощением французской королевы и была восприимчива к увлечениям Карла. Своим призванием Мария считала живопись и фотографию, в чём Кельнер её поддерживал и наставлял.
В 1885 году он познакомился с эзотериком Францем Гартманом, который ввёл его в Теософическое общество. Если верить Гартману и устной истории, Кельнер был инициирован в Вольные каменщики в 1873 года в ложе «Humanitas». Здесь он принял девиз или псевдоним Renatus — «заново рожденный».
Позже он и Гартман создали линго-сульфитную терапию, систему ингаляций для туберкулёзников, которые практиковались в Зальцбургском санатории. Кельнер разработал эту методику, заметив, что рабочие, которые трудятся в линго-сульфитных цехах его бумажного предприятия, гораздо реже болеют чахоткой, чем их товарищи с других фабрик. Неизвестно, сколь эффективной была эта терапия, но санаторий имел успех. Известно, к примеру, что его услугами пользовался известный писатель-оккультист Густав Майринк. Добрый Кельнер сделал Франца Гартмана директором этого лечебного заведения, чем обеспечил доселе безработному Гартману весьма стабильный доход и положение в обществе.
В ходе своих оккультных изысканий, которые продолжались все эти годы, Кельнер пришёл к выводу, что он обнаружил «ключ», который дает ясное объяснение всей сложной символики масонства и открывает тайны природы. Чтобы подробнее разработать и распространить своё открытие, в 1895 году Кельнер предложил своему товарищу Теодору Ройссу основать в Германии обновленный вариант «Герметического Братства Света» — «Академию масонства». Она должна была состоять из трёх степеней и называться «Oriental Templar Order» («Орден Восточных Тамплиеров»).
Этот орден, доступный лишь для посвящённых в высшие степени масонства, должен был представлять символизм различных масонских обрядов всех степеней в свете «Ключа», которым обладал Кельнер. Оккультный внутренний круг Ордена должен был соответствовать высшим степеням масонского обряда «Мемфис-Мицраим», и заниматься преподаванием тайных розенкрейцерских доктрин Братства Света Гермеса, «ключа» Кельнера к масонской символике и сексуальной тантрической магии, которую Кельнер почерпнул у восточных адептов. И мужчины, и женщины должны были допускаться до всех степеней этого Ордена.
В 1902 году было объявлено об основании Ordo Templi Orientis. Ройсс занял пост «Внешнего Главы Ордена» (O.H.O.), а Кельнер — Почетного Великого Мастера. Некоторые исследователи категорически отвергают тот факт, что Кельнер успел поучаствовать в работе созданного с его благословения ордена.
Одноверменно с масонскими изысканиями Кельнер активно занимался алхимией. Он был убеждён, что цель, которой не могли добиться алхимики прошлого со своими долгими, извилистыми методами, достижима при помощи современных химических методик — колоссального давления и высокого электрического напряжения. Однажды даже он решил, что изобрел новый химический элемент — с атомным весом 100. Будучи патриотически настроенным австрийским гражданином, Кельнер решил назвать его «Австриум» и даже представил Академии наук. Кельнер вскоре усомнился в подлинности своего открытия.
Умер в Вене 7 июня 1905 года. По официальной версии, от заражения крови и «перманентного отравления» — вскоре после несчастного случая и взрыва в своей лаборатории. Ройсс и Кроули утверждали позже, что причиной смерти Кельнера стало следование дилетантским методикам йога Агамайи.
Другие полагают, что смерть наступила после приема Кельнером самодельного Эликсира жизни. По крайней мере, незадолго до летального исхода он работал в своей алхимической лаборатории и жаловался на боли в желудке. В одном из своих писем Францу Гартману Кельнер признавал, что боится «легионов духов, хотя они и дают ему знание».== Примечания ==